# Albrecht IV. von Rindsmaul

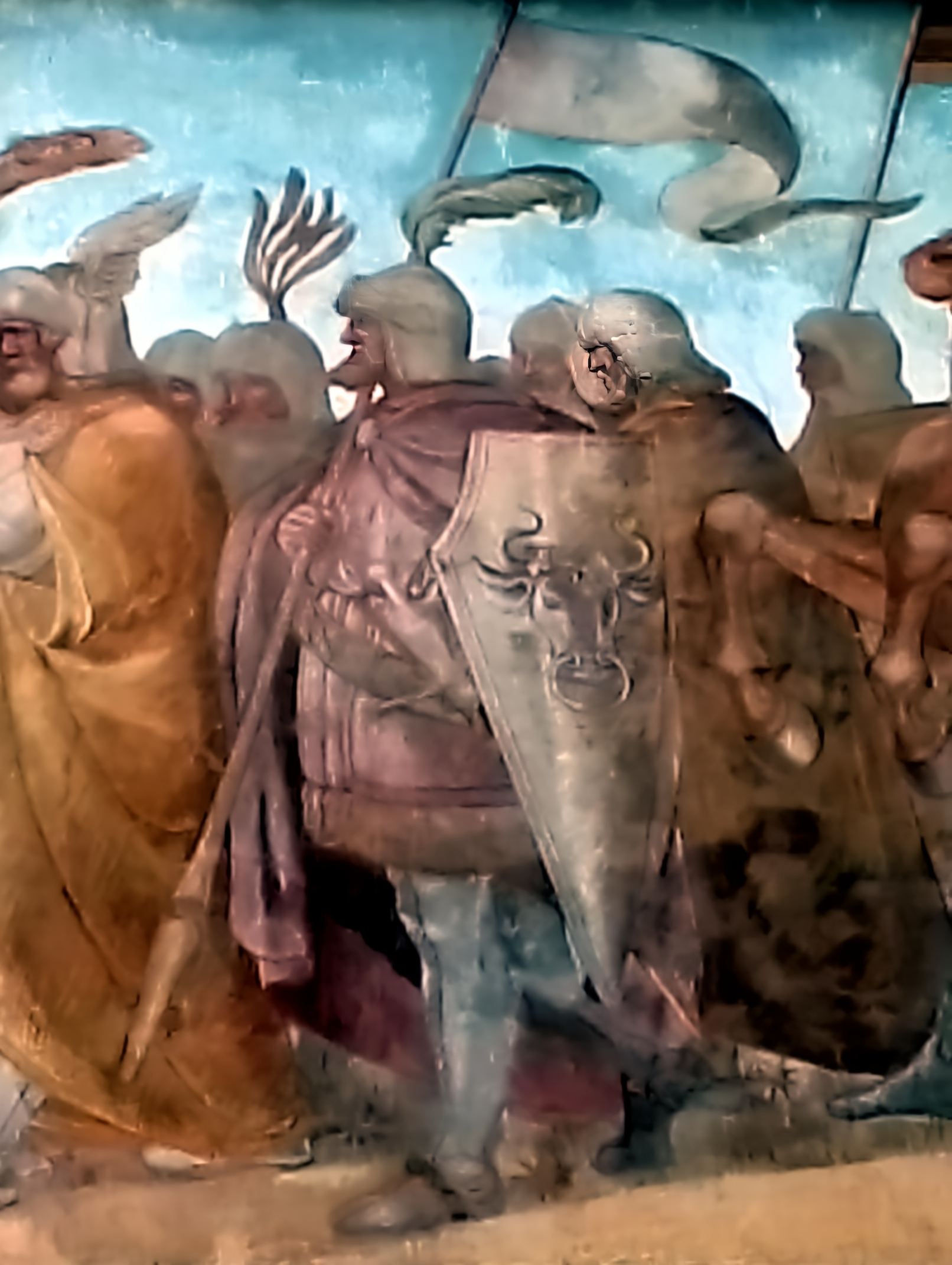
Albrecht Rindsmaul im Fresko am Isartor in München

Albrecht Rindsmaul, auch Albrecht Rindsmaul der Jüngere, Albrecht IV. von Rindsmaul (Vorname auch Albert; * vor 1264; † nach 1323), war Pfleger und Richter in Neustadt an der Donau. Er stand im Dienst Ludwigs des Bayern. Die Legende, dass er König Friedrich von Österreich in der Schlacht bei Mühldorf gefangen genommen hätte, trug zu dem ihm teilweise zugesprochenen Ruhm bei.

## Biographisches
Albrecht Rindsmaul wurde vor dem Jahr 1264 geboren. Er entstammte der Familie Rindsmaul und hatte zwei Brüder, Albrecht und Heinrich. Alle drei sind laut Urkunden im Jahr 1272 (beim Verkauf von Gütern um Hegendorf) am Leben. Im Jahr 1294 aber beispielsweise wird nur Albrecht IV. und Heinrich erwähnt. Im Jahr 1284 bestätigten ebenfalls nur Albrecht IV. und Hartmann den Verkauf der Burg Wernfels. Ihr Vater ist in Quellen gemeinhin als Albrecht (auch: Albert) II. von Rindsmaul bekannt.
Die schon seit Veit Arnpeck verbreitete Legende, dass Rindsmaul Friedrich den Schönen in der Schlacht bei Mühldorf gefangen genommen habe, entspricht wohl nicht den Tatsachen. In den Bayerischen Annalen (Band 3; 1835) steht zur Unterstützung dieser Behauptung, er sei Pfleger in Neustadt an der Aisch gewesen. Nur als solcher hätte er den Gefangenen seinem Burggrafen Friedrich von Nürnberg ausliefern können, denn als Dienstmann des Königs Ludwig hätte Rindsmaul diesem den Gefangenen übergeben müssen. Kein Geschichtsschreiber, geschweige denn Urkunden, erwähnten ihn (zum Zeitpunkt 1835) als Pfleger zu Neustadt an der Aisch. Auch Andreas Buchner, der das 1823 noch behauptete, nahm diese Aussage 1833 wieder zurück. Albrecht war stattdessen Pfleger und auch Richter in Neustadt an der Donau, wie einige Urkunden nachweisen.
Eine weitere Legende erschuf Johannes Aventinus: Seyfried Schweppermann soll Ludwig den Bayer in der Schlacht bei Mühldorf in Verkleidung aufs Schlachtfeld geschickt haben. Konrad IV. von Baierbrunn und Albrecht Rindsmaul sollen seine Leibwächter gewesen sein. Bei genauerer Betrachtung aber scheint, neben weiteren unglaubhaften Erzählungen in Aventinus Berichterstattung, Konrad von Baierbrunn an der Schlacht nicht teilgenommen zu haben.
Albrechts Schwester Katharina heiratete im Jahr 1280 Seyfried Schweppermann.
Wie seine Mutter hieß wohl auch Albrechts IV. Ehefrau Adelheid und ihre gemeinsamen Söhne Albrecht und Heinrich.
Wie sein Vater war Albrecht IV. Domkanoniker zu Kärnten.